# Tamara Rylova
Tamara Nikolayevna Rylova (rus:Тамара Николаевна Рылова, Vólogda, 1 d'octubre de 1931 - Sant Petersburg, 1 de febrer de 2021), va ser una patinadora de velocitat sobre gel soviètica.
Va guanyar la medalla de plata de 1.000 metres als Jocs Olímpics d'Hivern de 1960 a Squaw Valley. Rylova també va aconseguir diversos èxits al Campionat del Món, aconseguint el podi set vegades, inclosa una al graó més alt.
Durant la seva carrera, va batre quatre rècords mundials, inclosos tres el 1955 i un el 1960.
Després de retirar-se dels esports, es va convertir en entrenadora de patinatge de velocitat a Leningrad (actual Sant Petersburg).

## Palmarès
| Campionats                            | Medalla d'or        | Medalla de plata    | Medalla de bronze |
| Jocs Olímpics                         |                     |                     | 1960 (1.000 m)    |
| Campionats del món totes les proves   | 1959                | 1955 1967 1958 1960 | 1956 1964         |
| Campionats de l'URSS totes les proves | 1955 1957 1959 1960 | 1958                | 1954 1964         |